# Saara Kuugongelwa
Saara Kuugongelwa-Amadhila (sinh ngày 12 tháng 10 năm 1967) là một chính trị gia người Namibia, hiện là Chủ tịch Quốc hội Namibia kể từ ngày 21 tháng 3 năm 2025. Bà từng giữ chức Thủ tướng Namibia từ năm 2015 đến năm 2025, trở thành người phụ nữ đầu tiên đảm nhận vị trí này trong lịch sử Namibia. Bà là thành viên kỳ cựu của Tổ chức Nhân dân Tây Nam Phi (SWAPO) và là đại biểu Quốc hội từ năm 1995. Trước khi làm Thủ tướng, bà từng giữ chức Bộ trưởng Bộ Tài chính từ năm 2003 đến 2015.
Kuugongelwa-Amadhila có bằng Tiến sĩ danh dự về Tài chính công và bằng Thạc sĩ Khoa học về Kinh tế Tài chính. Bà bắt đầu sự nghiệp trong lĩnh vực kinh tế với vai trò chuyên gia kinh tế tại Văn phòng Tổng thống Namibia vào năm 1995. Chỉ sau vài tháng, bà được bổ nhiệm làm Tổng Giám đốc Ủy ban Kế hoạch Quốc gia – cơ quan chịu trách nhiệm về định hướng chiến lược phát triển kinh tế-xã hội của đất nước – và giữ chức vụ này từ năm 1995 đến năm 2003.
Vào ngày 21 tháng 3 năm 2025, Saara Kuugongelwa-Amadhila được bầu làm Chủ tịch Quốc hội Namibia  với nhiệm kỳ kéo dài 5 năm. Bà trở thành người phụ nữ đầu tiên trong lịch sử giữ vai trò lãnh đạo cơ quan lập pháp của Namibia.

## Tiểu sử và học vấn
Saara Kuugongelwa sinh ngày 12 tháng 10 năm 1967 tại Otamanzi, thuộc Tây Nam Phi (nay là Namibia). Bà là con út trong gia đình có năm người con. Cha của bà, Fillemon Kuugongelwa, là một công nhân  tại Oranjemund và qua đời khi bà mới 9 tuổi. Mẹ bà, Alina Shikongo, là hiệu trưởng trường tiểu học và mất khi bà mới 12 tuổi. Năm 1980, ở tuổi 13, Kuugongelwa-Amadhila tham gia phong trào lưu vong của SWAPO và được đưa đến Sierra Leone năm 1982. Bà theo học tại Trường Trung học Nữ sinh Koidu từ năm 1982 đến 1984, sau đó là Trường Trung học Saint Joseph từ năm 1984 đến 1987. Từ năm 1991 đến 1994, bà theo học tại Đại học Lincoln ở Pennsylvania, Hoa Kỳ và tốt nghiệp thạc sĩ kinh tế tài chính.

## Sự nghiệp chính trị
Sau khi tốt nghiệp đại học, Kuugongelwa-Amadhila trở về Namibia và làm việc với vai trò chuyên gia kinh tế tại Văn phòng Tổng thống dưới thời Sam Nujoma. Năm 1995, khi mới 27 tuổi, bà được Tổng thống Nujoma bổ nhiệm làm Tổng cục trưởng Ủy ban Kế hoạch Quốc gia, một vị trí ngang cấp bộ trưởng. Đến năm 2003, bà được thăng chức làm Bộ trưởng Bộ Tài chính.
Ngày 21 tháng 3 năm 2015, cùng với Tổng thống Hage Geingob, bà tuyên thệ nhậm chức Thủ tướng thứ tư của Namibia, trở thành nữ Thủ tướng đầu tiên của quốc gia này.
Trong nhiệm kỳ của mình, bà đã tích cực tham gia các hoạt động thúc đẩy bình đẳng giới và đại diện cho Namibia tại nhiều diễn đàn quốc tế. Năm 2016, bà tham dự chương trình đối thoại “A Conversation with Saara Kuugongelwa-Amadhila” do Dự án Phụ nữ trong Dịch vụ Công tại Trung tâm Wilson tổ chức. Bà cũng nhiều lần phát biểu về vấn đề bất bình đẳng tiền lương giữa nam và nữ ở châu Phi, ước tính sẽ mất 70 năm để thu hẹp khoảng cách này nếu không có những chính sách can thiệp mạnh mẽ.
Tại đại hội đảng SWAPO năm 2022, bà tham gia tranh cử chức Chủ tịch đảng nhưng thất bại trước bà Netumbo Nandi-Ndaitwah, người sau đó trở thành ứng viên Tổng thống trong cuộc bầu cử năm 2024. Dù không giành chiến thắng, Kuugongelwa-Amadhila tiếp tục giữ vai trò quan trọng trong chính trị Namibia. Ngày 21 tháng 3 năm 2025, bà được bầu làm Chủ tịch Quốc hội Namibia, với 55 phiếu thuận, vượt qua đối thủ Bernadus Swartbooi (Lãnh đạo phong trào Landless People’s Movement) – người nhận được 40 phiếu. Với chiến thắng này, bà trở thành người phụ nữ đầu tiên đứng đầu cơ quan lập pháp Namibia.

## Đời tư
Kuugongelwa-Amadhila kết hôn với doanh nhân Onesmus Tobias Amadhila.

## Giải thưởng và vinh danh
Vào Ngày Anh hùng quốc gia năm 2014, bà được trao tặng Huân chương Mặt Trời Rực Rỡ hạng Nhì (The Most Brilliant Order of the Sun, Second Class) — một trong những danh hiệu cao quý nhất của Nhà nước Namibia, nhằm ghi nhận những đóng góp nổi bật của bà cho sự phát triển quốc gia, đặc biệt trong lĩnh vực tài chính công và điều hành chính phủ.